# La soledad
La soledad eller Solitary Fragments är en spansk film från 2007. Den regisserades av Jaime Rosales och tilldelades tre Goya-priser i kategorierna Bästa film, Bästa nya skådespelare och Bästa regi. Den vann även The Ingmar Bergman International Debut Award. 